# العلاقات الموزمبيقية الناميبية
العلاقات الموزمبيقية الناميبية هي العلاقات الثنائية التي تجمع بين موزمبيق وناميبيا.

## مقارنة بين البلدين
هذه مقارنة عامة ومرجعية للدولتين:
| وجه المقارنة                                              | موزمبيق          | ناميبيا      |
| --------------------------------------------------------- | ---------------- | ------------ |
| المساحة (كم2)                                             | 801.59 ألف       | 825.62 ألف   |
| عدد السكان (نسمة)                                         | 29.67 مليون      | 2.53 مليون   |
| الكثافة السكانية (ن./كم²)                                 | 37.01            | 3.06         |
| العاصمة                                                   | مابوتو           | ويندهوك      |
| اللغة الرسمية                                             | اللغة البرتغالية | لغة إنجليزية |
| العملة                                                    | متكال موزمبيقي   | دولار ناميبي |
| الناتج المحلي الإجمالي (بليون دولار)                      | 12.33 مليار      | 13.24 مليار  |
| الناتج المحلي الإجمالي (تعادل القوة الشرائية) بليون دولار | 33.35 مليار      | 25.60 مليار  |
| الناتج المحلي الإجمالي الاسمي للفرد دولار أمريكي          | 529              | 4.67 ألف     |
| الناتج المحلي الإجمالي للفرد دولار أمريكي                 | 1.13 ألف         | 9.96 ألف     |
| مؤشر التنمية البشرية                                      | 0.416            | 0.628        |
| رمز المكالمات الدولي                                      | +258             | +264         |
| رمز الإنترنت                                              | .mz              | .na          |
| المنطقة الزمنية                                           | ت ع م+02:00      | ت ع م+02:00  |

## منظمات دولية مشتركة
يشترك البلدان في عضوية مجموعة من المنظمات الدولية، منها:
| علم المنظمة | اسم المنظمة                                 | تاريخ انضمام موزمبيق | تاريخ انضمام ناميبيا |
| ----------- | ------------------------------------------- | -------------------- | -------------------- |
|             | الاتحاد البريدي العالمي                     | ?                    | ?                    |
|             | مجموعة التنمية لأفريقيا الجنوبية            | ?                    | ?                    |
|             | دول الكومنولث                               | 1995                 | ?                    |
|             | منظمة التجارة العالمية                      | ?                    | ?                    |
|             | الاتحاد الأفريقي                            | ?                    | ?                    |
|             | الأمم المتحدة                               | 16 سبتمبر 1975       | 23 أبريل 1990        |
|             | منظمة حظر الأسلحة الكيميائية                | ?                    | ?                    |
|             | وكالة ضمان الاستثمار متعدد الأطراف          | 23 نوفمبر 1994       | 25 سبتمبر 1990       |
|             | منظمة الشرطة الجنائية الدولية               | ?                    | ?                    |
|             | مجموعة دول أفريقيا والكاريبي والمحيط الهادئ | ?                    | ?                    |
|             | مؤسسة التمويل الدولية                       | 24 سبتمبر 1984       | 25 سبتمبر 1990       |
|             | الاتحاد الدولي للاتصالات                    | 4 نوفمبر 1975        | 25 يناير 1984        |
|             | البنك الدولي للإنشاء والتعمير               | 24 سبتمبر 1984       | 25 سبتمبر 1990       |
|             | البنك الإفريقي للتنمية                      | ?                    | ?                    |
|             | يونسكو                                      | 11 أكتوبر 1976       | 2 نوفمبر 1978        |

## وصلات خارجية
- موقع وزارة الخارجية الموزمبيقية